# شکستگی

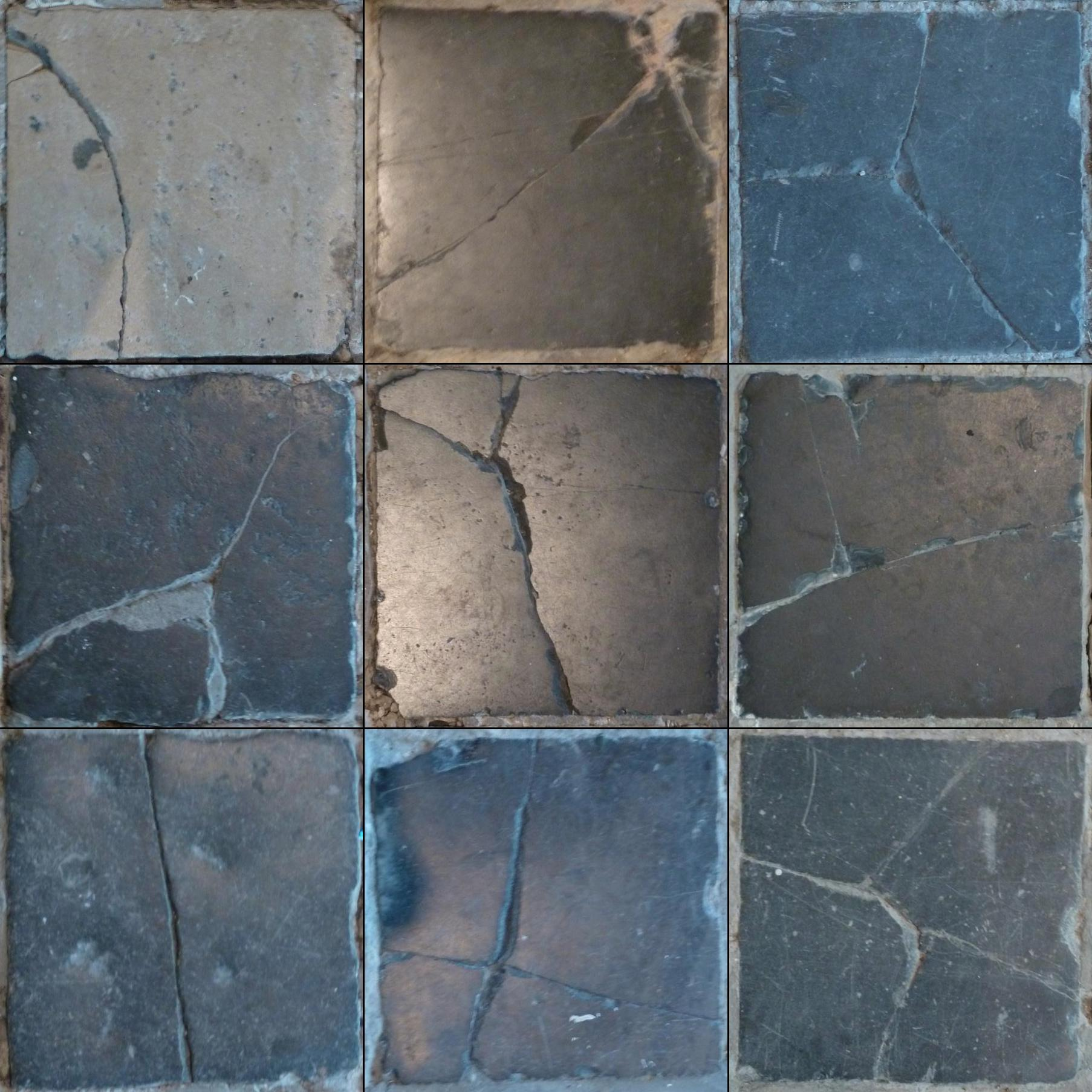
موزایک شکسته است

به جدا یا قطعه قطعه شدن یک جسم جامد به دو یا چند قسمت تحت تأثیر تنش‌های وارده، شکست (به انگلیسی:fracture) گفته می‌شود.

شکست یک ماده به واسطهٔ ایجاد ترک،ممکن است از راه‌های مختلفی صورت گیرد.اساسی‌ترین راه‌ها عبارتند از:

1.وارد کردن نیروهای خارجی به صورت آهسته

2.وارد کردن نیروهای خارجی به صورت سریع (ضربه)

3.بارگذاری پشت سرهم یا چرخه‌ای (خستگی)

4.تغییر شکل وابسته به زمان (خزش)

5.تنش‌های داخلی

6.اثرات محیطی

استحکام شکست تنشی است که وقتی به یک ماده وارد می‌شود،ماده دچار تخریب می‌شود.مطالعات بیشتر در مورد اینکه شکست چطور در مواد اتفاق می افتد در مکانیک شکست مورد بررسی قرار میگیرد.

## مراحل شکست
1.تشکیل ترک

2.انتشار و پیشرفت ترک
در مواد نرم - اکثر فلزات بجز در دمای پایین - قبل از ایجاد ترک،تغییر شکل پلاستیک گسترده‌ای به وجود می‌آید.در این دسته از مواد ترک در مقابل انتشار مقاومت از خود نشان می‌دهد مگر اینکه تنش وارده افزایش یابد.

در مواد ترد و شکننده – سرامیک ها،یخ و فلزات در دمای پایین – قبل از ایجاد ترک،تغییر شکل پلاستیک کوچکی به وجود می‌آید.هم چنین در این مواد ترک به سرعت منتشر می‌شود،بدون اینکه افزایشی در تنش وارده داشته باشیم.

## شکست ترد در مقابل شکست نرم
مواد نرم:

1.تغییر شکل پلاستیک گسترده قبل از شکست مورد انتظار است.

2. جذب انرژی(چقرمگی) بالا قبل از شکست را در این مواد انتظار داریم.بدین معنی که قبل از شکست،هشداری از سوی ماده به ما داده می‌شود که این ویژگی باعث می‌شود که شکست نرم نسبت به شکست ترد برای مهندسان و طراحان مطلوب تر باشد.

مواد ترد و شکننده:

1.تغییر شکل پلاستیک کوچک قبل از شکست مورد انتظار است.

2.جذب انرژی کم قبل از شکست را در این مواد انتظار داریم.بدین معنی که قبل از شکست هشداری از سوی ماده به ما داده نمی‌شود و بعد از ایجاد ترک،سریعاً ترک رشد می‌کند و ماده دچار شکست می‌شود که این مطلوب مهندسان و طراحان نیست.

3.جهت انتشار ترک تقریباً عمود بر جهت اعمال تنش است.

4.اغلب،انتشار ترک با از هم گسستگی و شکستن پیوندهای اتمی در طول صفحات خاصی همراه است.

## سطوح شکست ترد
1.بین دانه ای

رشد ترک از مرز دانه‌ها صورت میگیرد.(مرز دانه‌ها ضعیف و شکننده اند)
2.دانه گذر

رشد ترک از میان خود دانه‌ها صورت میگیرد.سطح شکست بافتی پخ دار یا تراش داری را دارد;به این دلیل که صفحات شکست در دانه‌ها جهت‌گیری متفاوتی دارند.

## رشد ترک
ترک‌هایی که نوک تیز دارند، سریع تر از ترک‌هایی که نوک پهن دارند رشد می‌کنند.هم چنین هرچه طول ترک بیشتر باشد،رشد ترک سریع تر است.همهٔ این‌ها به این علت است که ضریب تمرکز تنش افزایش می یابد.ضریب تمرکز تنش از رابطهٔ زیر به دست می‌آید:

```
                                                                                                                         K=2(a/r)1/2
```

که در آن K ضریب تمرکز تنش ، a طول ترک و r شعاع انحنای ترک است.

به‌طور کلی شرایط لازم برای رشد ترک به صورت زیر است:
- تمرکز تنش کافی بر روی نوک ترک باید موجود باشد تا انرژی لازم برای شکستن پیوندها فراهم باشد.
- رشد ترک از لحاظ ترمودینامیکی خود به خودی باشد.

## چقرمگی شکست
با به کار بردن اصول مکانیکی شکست،یک رابطه به دست می‌آید که تنش بحرانی برای انتشار ترک را به طول ترک مرتبط می‌کند.رابطه به صورت زیر است:

```
                                                                                                                         K=Yσ(пa)1/2
```

در رابطهٔ بالا K چقرمگی شکست است.یک ویژگی ماده که معیاری از مقاومت ماده در برابر شکست ترد یک ترک است K یک واحد غیر معمولی به صورت MPa.(m)1/2 دارد.

در رابطهٔ اخیر Y یک کمیت بدون بعد یا یک تابعی است که که هم به هندسه و ابعاد ماده و هم به هندسه و ابعاد ترک بستگی دارد.

## مکانیک شکست
مکانیک شکست یک گرایش از مکانیک می‌باشد که به بررسی رشد ترک در مواد می‌پردازد.در این گرایش از روش‌های تحلیلی مکانیک جامدات برای محاسبهٔ نیروی محرک موجود در یک ترک و از روش‌های تجربی مکانیک جامدات برای به دست آوردن مقاومت مواد در برابر شکست استفاده می‌کنند.

در علم مواد مدرن،مکانیک شکست یک ابزار مهم است که به منظور ارتقای عملکرد اعضای مکانیکی مورد استفاده قرار میگیرد.شکست‌شناسی (به انگلیسی:fractography) به صورت گسترده و به همراه مکانیک شکست به منظور درک دلایل تخریب و همچنین تأیید پیشبینی‌های نظری از عمر واقعی تخریب استفاده می‌شود.

## استحکام شکست

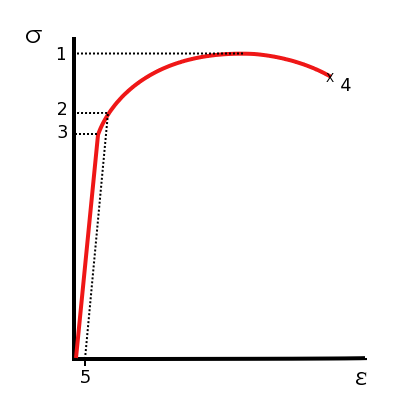
Stress vs. strain curve typical of aluminum
1. تنش کششی نهایی
2. تنش تسلیم
3. حد تناسب
4. شکست

استحکام شکست تنشی است که وقتی به ماده وارد می‌شود،ماده میشکند.این تنش معمولاً برای یک نمونه،از طریق تست کشش اندازه‌گیری می‌شود.این تست نمودار تنش-کرنش را در اختیار ما میگذارد.نقطهٔ نهایی که در طول این تست ثبت می‌شود،استحکام شکست را نشان می‌دهد.

مواد نرم استحکام شکستی کم تر از استحکام کششی نهایی (UTS) دارند،در حالیکه در مواد ترد استحکام شکست با تنش کششی نهایی (UTS) برابر است.اگر در مواد نرم تنش را به تنش نهایی (UTS) برسانیم،ماده به تغییر شکل ادامه خواهد داد بدون نیاز به اعمال تنش بیشتر،تا زمانی که میشکند.

## خرابی‌های مهم ناشی از شکست در طول تاریخ
موادی که خرابی در آن‌ها ناشی از شکست ترد بوده‌است،هرگز به یک دسته از سازه‌های مهندسی محدود نبوده‌است.اگرچه شکست ترد در مواد کمتر از دیگر انواع شکست اتفاق می افتد،ولی اثرات آن بر عمر و ویژگی‌های مواد می‌تواند بسیار شدیدتر باشد.خرابی‌هایی که در زیر اشاره شده به واسطهٔ شکست ترد بوده اند:
- مخازن تحت فشار:سیل بزرگ ملاس بوستون در سال 1919 میلادی و ترکیدگی مخزن ملاس در نیوجرسی در سال 1973
- پل ها:فروریختن پل کینگ استریت در سال 1962،پل سیلور در سال 1967 و خرابی جزیی پل هون در سال 2000
- کشتی ها:کشتی تایتانیک در سال 1912و کشتی‌های لیبرتی در طول جنگ جهانی دوم

## حالت‌های مختلف شکست
طبق تعریف اروین،سه قرارداد استاندارد برای جابجایی‌های نسبی الاستیک در مواد معرفی می‌شود که به منظور آنالیز و بررسی رشد ترک وضع شده‌اند.هم چنین شکست می‌تواند شامل یک نوع جابجایی یا ترکیبی از آن‌ها باشد.

Fracture crack separation modes

- حالت اول ترک- حالت بازشدنی (یک تنش کششی عمود بر صفحهٔ ترک وارد می‌شود)
- حالت دوم ترک- حالت لغزشی (یک تنش برشی موازی با صفحهٔ ترک وارد می‌شود که عمود بر جلوی ترک است)
- حالت سوم ترک- حالت شکافتی (یک تنش برشی موازی با صفحهٔ ترک وارد می‌شود که موازی جلوی ترک است)